# Свенторжецкий, Болеслав Чеславович

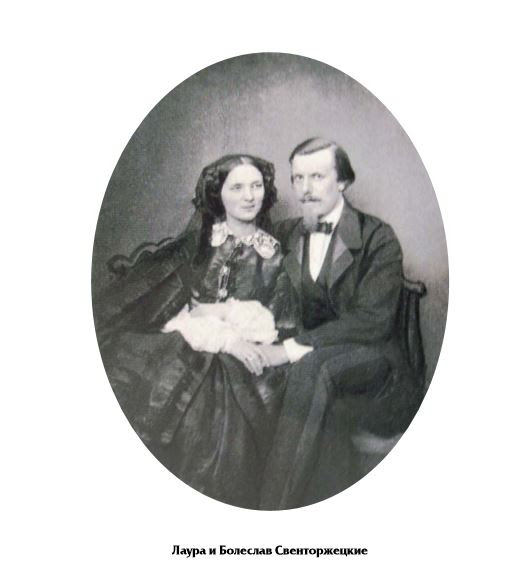
Свенторжецкие Болеслав с женой Лаурой Завадской

Болесла́в Чесла́вович Свенторже́цкий (1831 — 1888) — помещик, один из лидеров восстания 1863—1864 гг. в Игуменском уезде Минской губернии.

## Биография
Родился в 1831 году в Минской губернии, в семье Чеслава Тадеушевича Свенторжецкого и Анны Алексеевны Свенторжецкой. В 1853 году окончил Виленский дворянский институт, затем Санкт-Петербургский университет. Владел наследственным имением Богушевичи в Игуменском уезде Минской губернии, в которое так же входили маентки: Ляды, Горки, Высокая-Гора, Подволожки, Ганута. Служил писарем в Минском дворянском депутатском собрании. С 1860 года находился под секретным наблюдением полиции. Входил в состав Минского губернского комитета и участвовал в разработке условий крестьянской реформы (1861 г.)

## Участие в восстании 1863 — 1864
Во время восстания 1863—1864 годов являлся повстанческим начальником Игуменского уезда — комиссаром объединенных отрядов в Игуменском уезде Минской губернии и должен был руководить ходом восстания из Минска, но, поскольку был рассекречен полицией, вынужден был оставаться в отряде, скрываясь в лесах возле своего имения. За его задержание была назначена награда в 10 тысяч рублей серебром. 17 апреля 1863 года в имении Богушевичи собралось около 30 человек, вооруженных ружьями, пистолетами и саблями, готовых принять участие в восстании под его руководством. В здании волостного правления Болеслав сорвал со стены портрет императора и зачитал манифест, которым объявил крестьянам, чтобы «не платили никаких податей, не давали рекрут, и что землю отдаёт он им в дар», заверив при этом, что все книги и бумаги в богушевичской канцелярии уничтожены. 
После чего повстанцы двинулись в сторону деревни Ляды на соединение с остатками Слуцкого отряда под командованием Трусова, по пути уничтожая телеграфные линии. Объединившись, отряд скрытно перемещался по лесам Игуменского уезда, избегая прямых столкновений с правительственными войсками. 8 мая 1863 года отряд был окружён в двадцати верстах от Игумена, около деревни Юровичи, и приняв бой потерпел поражение. Силы повстанцев были рассеяны. После подавления восстания усадьба Свенторжецкого в деревне Богушевичи была сожжена по приказу генерал-губернатора Муравьева М.Н. Уцелел лишь католический храм. Поводом для этого стало убийство повстанцами местного православного священника — Даниила Конопасевича. Родители Болеслава, тоже проживающие в имении, за содействие повстанцам были перевезены под арестом в Минск, а после суда сосланы в посёлок Чембар Пензенской области. 18 апреля 1864 года костёл, расположенный в имении Богушевичи, был передан в управление православной общине.

## Эмиграция во Францию
Осенью 1863 года эмигрировал во Францию, где учился в военной школе в городе Сен-Сир-Сюр-Мер. Принимал участие в Франко-прусской войне (1870—1871). Служил в Алжире.
Покончил с собой в 1888 году в Венеции.

## Семья
Принадлежал к древнему дворянскому католическому роду Свенторжецких.
Дед — Свенторжецкий Тадеуш Антониевич — избирался на должность Минского уездного предводителя дворянства.
Отец — Свенторжецкий Чеслав Тадеушевич (1802—1864) — владел имением Богушевичи Игуменского уезда, Франсковщизна (Франсковщина), Черкассы, Тресковщина Минского уезда. Избирался на должность депутата в Минское дворянское депутатское собрание.
Мать — Свенторжецкая Анна Алексеевна (−1891)
Жена — Завадская Лаура Казимировна (-1864) — племянница Льва Ошторпа.
Дочь — Свенторжецкая София Болеславовна — проживала в Венеции.
Крестый отец — Ошторп Лев Францевич (1785—1851) — Минский губернский предводитель дворянства (1823—1847 гг.) 

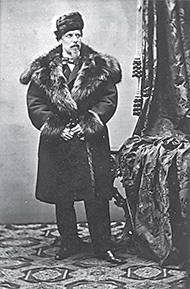
Болеслав Свенторжецкий (1856-63)